# Буревестникообразные
Буревестникообра́зные, или трубконо́сые (лат. Procellariiformes), — отряд длиннокрылых и короткохвостых морских птиц из инфракласса новонёбных. Включает альбатросов, буревестников и качурок. Название «трубконосые» птицы получили за особое строение клюва.

## Характеристика

### Внешняя морфология
Размеры трубконосых сильно колеблются. Сюда входят самые мелкие морские птицы — качурки (масса около 20—50 г) и самые крупные морские птицы — альбатросы (масса около 8—12 кг). Тело стройное и имеет обтекаемую форму. Клюв с хорошо развитым крючком на вершине надклювья, покрыт сложной рамфотекой из нескольких роговых пластин. На вершине или по бокам клюва расположены ноздри, открывающиеся в роговые трубочки, используемые для выведения секрета надорбитальных солевых желёз и поиска пищи по запаху (у некоторых буревестников отверстия направлены вверх).

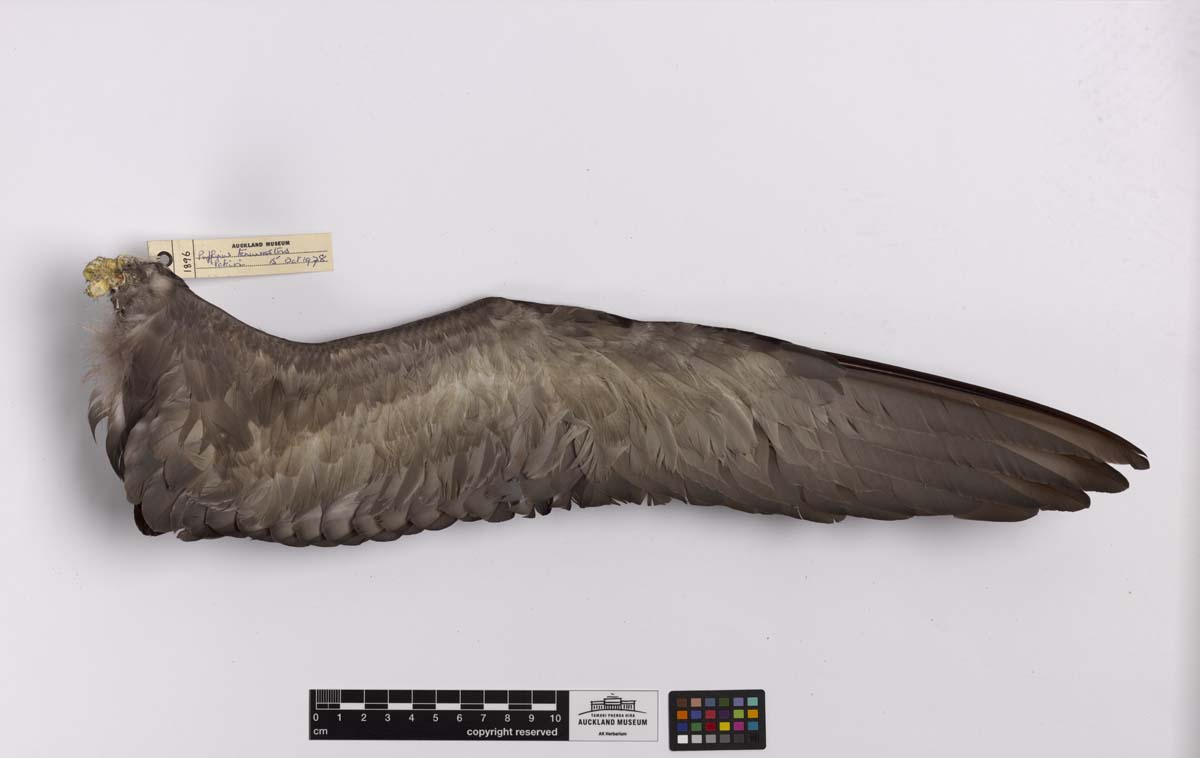
Крыло тонкоклювого буревестника снизу

Из-за особенностей образа жизни большинство трубконосых имеют длинные, узкие крылья, позволяющие им без посадки летать над океаном. Лишь у ныряющих буревестников они короткие. Первостепенных маховых перьев 11, из которых первое зачаточное. Второстепенные маховые относительно короткие, их количество меняется от 10 у качурок до 30—40 у крупных планирующих видов. Хвост короткий или средний. Рулевых перьев 12—16. У всех представителей, кроме альбатросов, перья и пух помимо главного стержня имеют побочный. Пухом покрыты не только птерилии, но и аптерии. Оперение водонепроницаемое, у альбатросов и буревестников оперение густое и плотное, а у качурок мягкое.
Ноги умеренной длины или короткие. Три передних пальца на ноге соединены перепонкой, четвёртый, задний палец недоразвит или, у ныряющих буревестников, отсутствует вовсе.
В окраске преобладают белый, чёрный, неяркие буроватые и сероватые тона. Некоторые виды имеют светлую и тёмную вариации.

### Внутренняя морфология

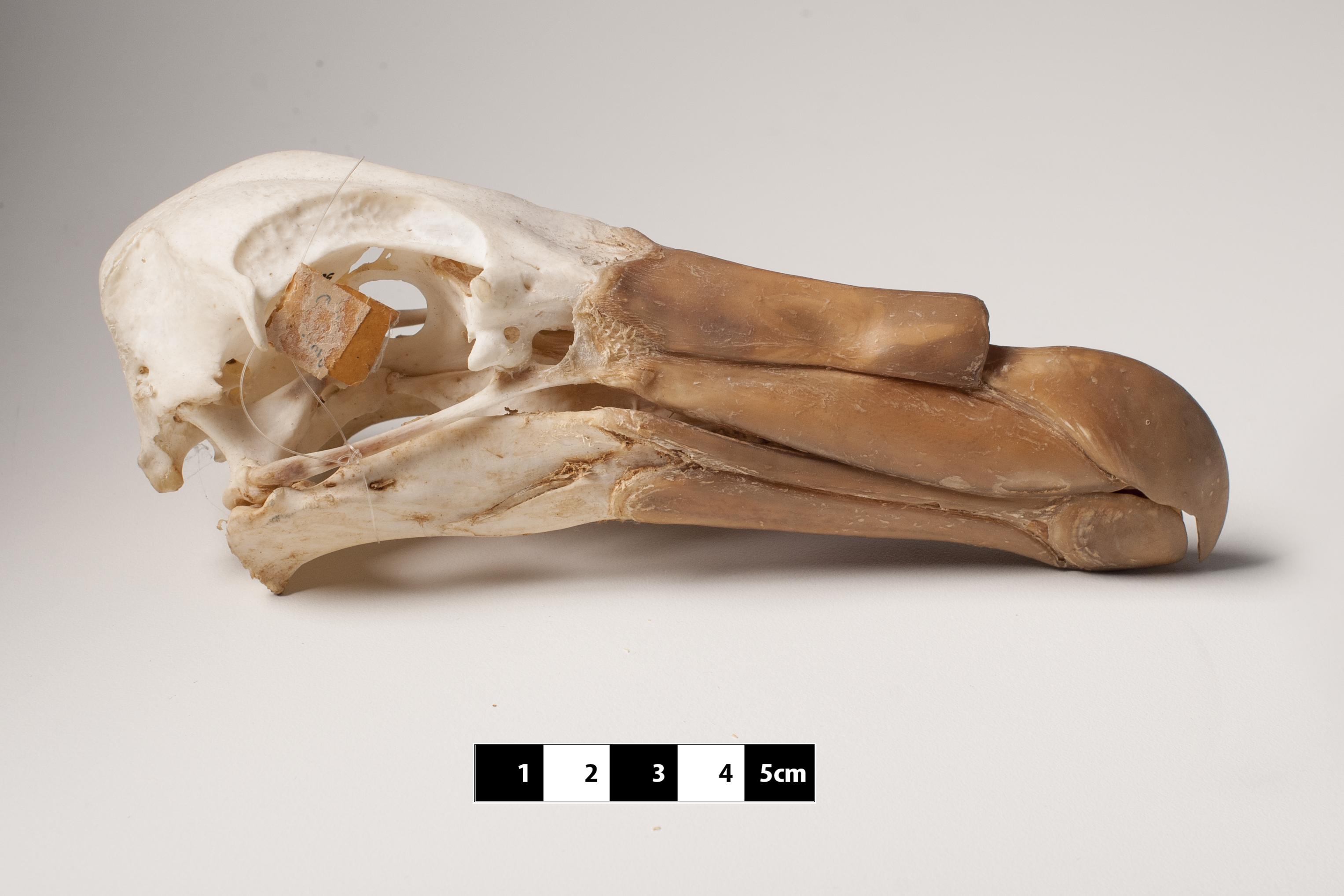
Череп гигантского буревестника с рамфотекой

Черепа схизогнатический или, у альбатросов, с признаками десмогнатического. Шейных позвонков 15. Грудные позвонки свободные. Таз узкий, удлинённый. Грудина у большинства видов короткая и широкая, но у ныряющих буревестников она удлинённая. Вилочка хорошо развита, срастается с килем или соединяется с грудиной связками. На плечевой кости у локтевого сустава хорошо развит крючкообразный отросток, к которому прикрепляются две сесамовидные косточки, помогающие фиксировать крыло в раскрытом состоянии.
Трахея у большинства видов короткая и прямая, но у альбатросов удлинена и образует петли. У гигантских буревестников, глупышей и антарктического буревестника её нижний конец разделён перегородкой. Сонных артерий две.
Язык в основном развит слабо, больших размеров достигает только у гигантских буревестников. Пищевод сильно растяжимый. Мускульный желудок небольшой. Железистый желудок крупный, в растянутом состоянии занимает всю длину брюшной полости. В нём из потребляемой пищи вырабатывается и хранится маслянистая жидкость, называемая желудочным жиром. Он используется в качестве запаса пищи, для выкармливания птенцов, а также, при отрыгивании струи жира, для защиты.

## Распространение
Широко распространены в Мировом океане во всех климатических зонах. На кочёвках встречаются от приполярных районов северного полушария до берегов Антарктиды. Большинство видов обитает в Тихом и Южном океанах, которые, как предполагается, являются центрами происхождения этих птиц.
В связи с сезонными изменениями в концентрации пищевых объектов в поверхностном слое воды, для большинства видов характерны кочёвки или перелёты. Все виды со сменой сезонов мигрируют в меридиональном направлении, в том числе через экватор. Кроме того, у многих видов, в первую очередь обитающих в Южном океане, хорошо выражены широтные миграции. Некоторые виды (королевский и странствующий альбатросы, гигантские буревестники) во время кочёвок могут огибать Землю через Южный океан.

## Образ жизни
Большинство трубконосых много времени проводят над открытым морем и возвращаются на сушу лишь для того, чтобы гнездиться. Крупные виды обычно парят, используя подъёмную силу ветра, мелкие часто взмахивают крыльями. 
Хорошо плавают, многие способны нырять, по суше ходят неуклюже, некоторые могут только ползать.

### Питание
Питаются трубконосые преимущественно планктоном, рыбой и головоногими моллюсками. Многие виды поедают падаль и отходы рыболовного промысла, а некоторые крупные виды могут нападать на живых птиц и разорять гнёзда морских птиц.

### Размножение

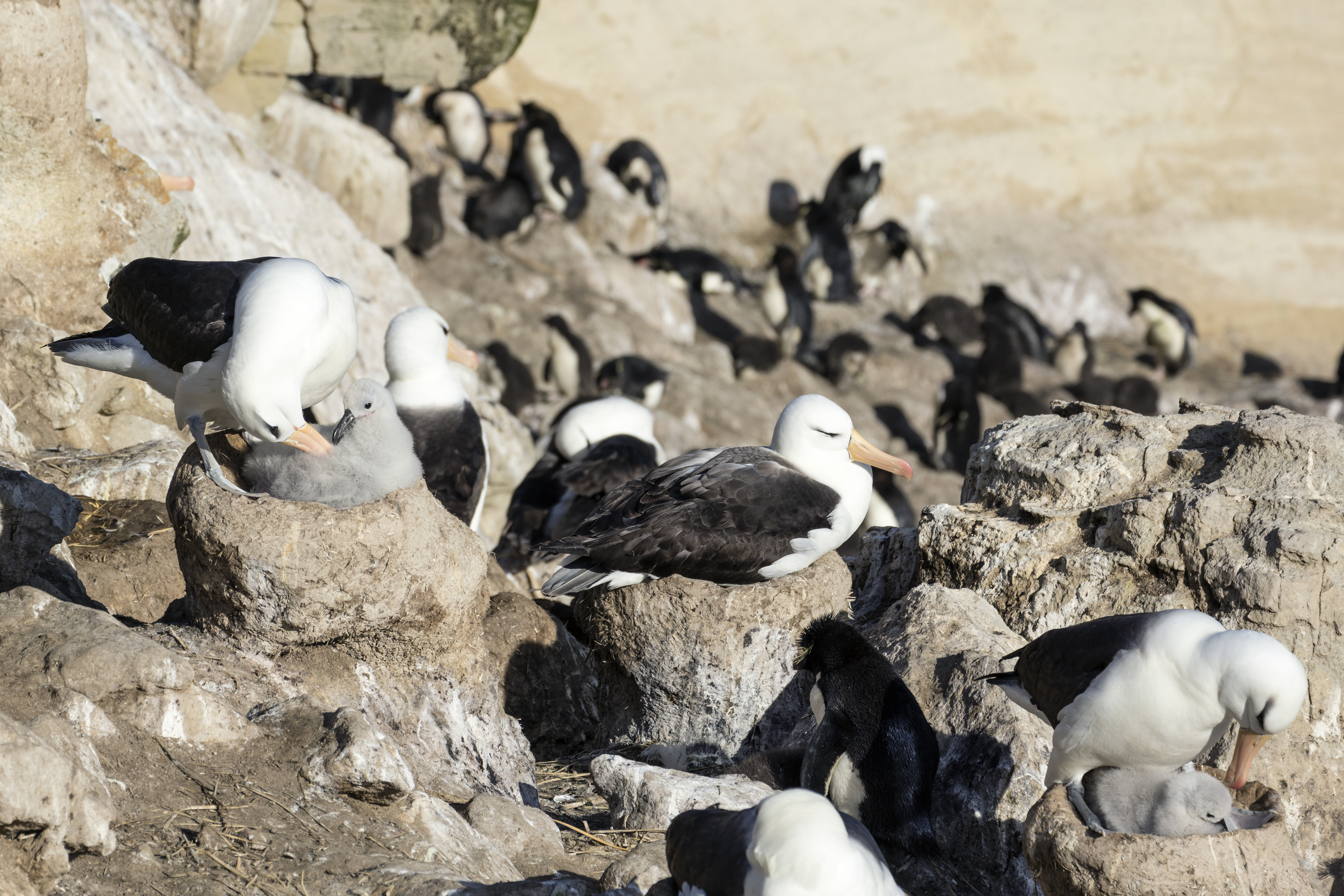
Гнездовая колония чернобровых альбатросов

Половой зрелости мелкие виды достигают в 3—5 лет, а крупные — в 7—11 лет, при этом места размножения они начинают посещать ещё неполовозрелыми, в возрасте двух—трёх лет, где они подбирают пару и выбирают место для гнездования. Это моногамные птицы, характеризующиеся невысокой скоростью воспроизведения, что компенсируется высокой выживаемостью (обычно около 90—95% каждый год) и большой продолжительностью жизни (отдельные виды могут доживать до 70—80 лет).

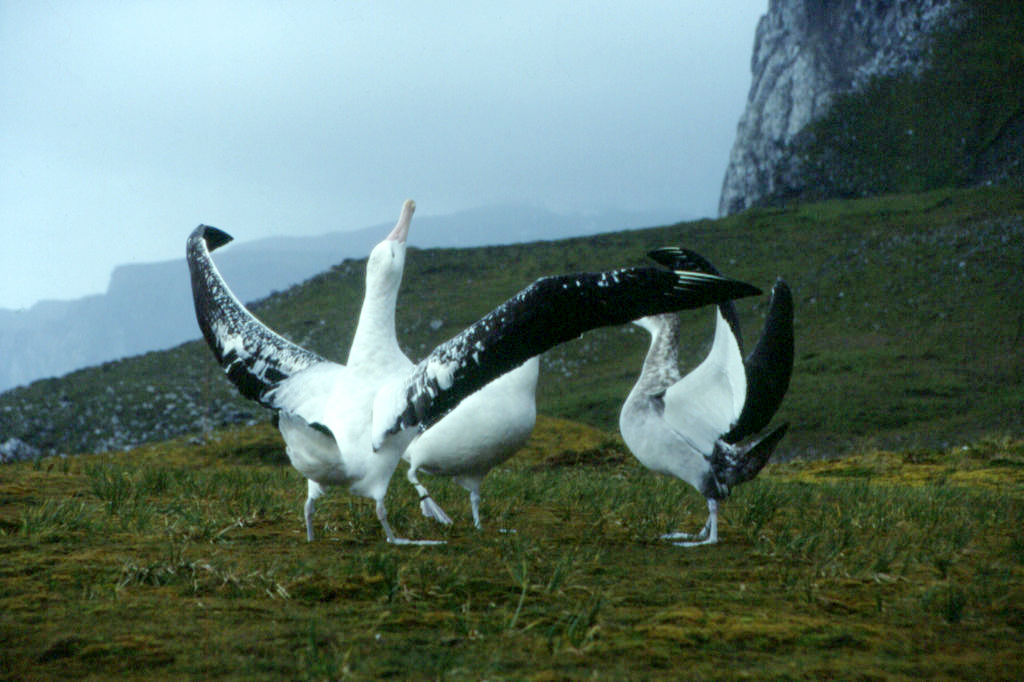
Брачные танцы странствующих альбатросов

Несмотря на то, что большую часть жизни трубконосые проводят в полётах над океаном, размножаются они на суше. Гнездятся колониями на мелких океанических островах, реже на крупных островах и ещё реже на побережьях материков, недоступных для хищников. Колонии могут насчитывать от нескольких пар до нескольких десятков или даже сотен тысяч особей. Как правило они располагаются в непосредственной близости от воды. Лишь в Антарктике, из-за скованности побережья льдом, колонии могут быть на значительном удалении от побережья. Мелкие и средние по размеру виды гнездятся в укрытиях, которыми могут служить норы, расщелины скал и пустоты каменистых россыпей. Для избегания хищников они появляются на берегу только с наступлением темноты, а улетают в море перед рассветом. Крупные буревестникообразные гнездятся открыто и не привязаны к определённому времени суток. На местах размножения половозрелые птицы появляются за несколько недель до откладки яиц, в течение которых они восстанавливают старые или образуют новые пары, проводят брачные игры, спариваются и готовят гнёзда. За несколько дней до откладки яиц они улетают в море, чтобы накопить энергетические ресурсы, возвращаясь только непосредственно перед яйцекладкой. Трубконосые откладывают одно, реже два яйца. Яйцо составляет от 6 до 26 % веса самки.

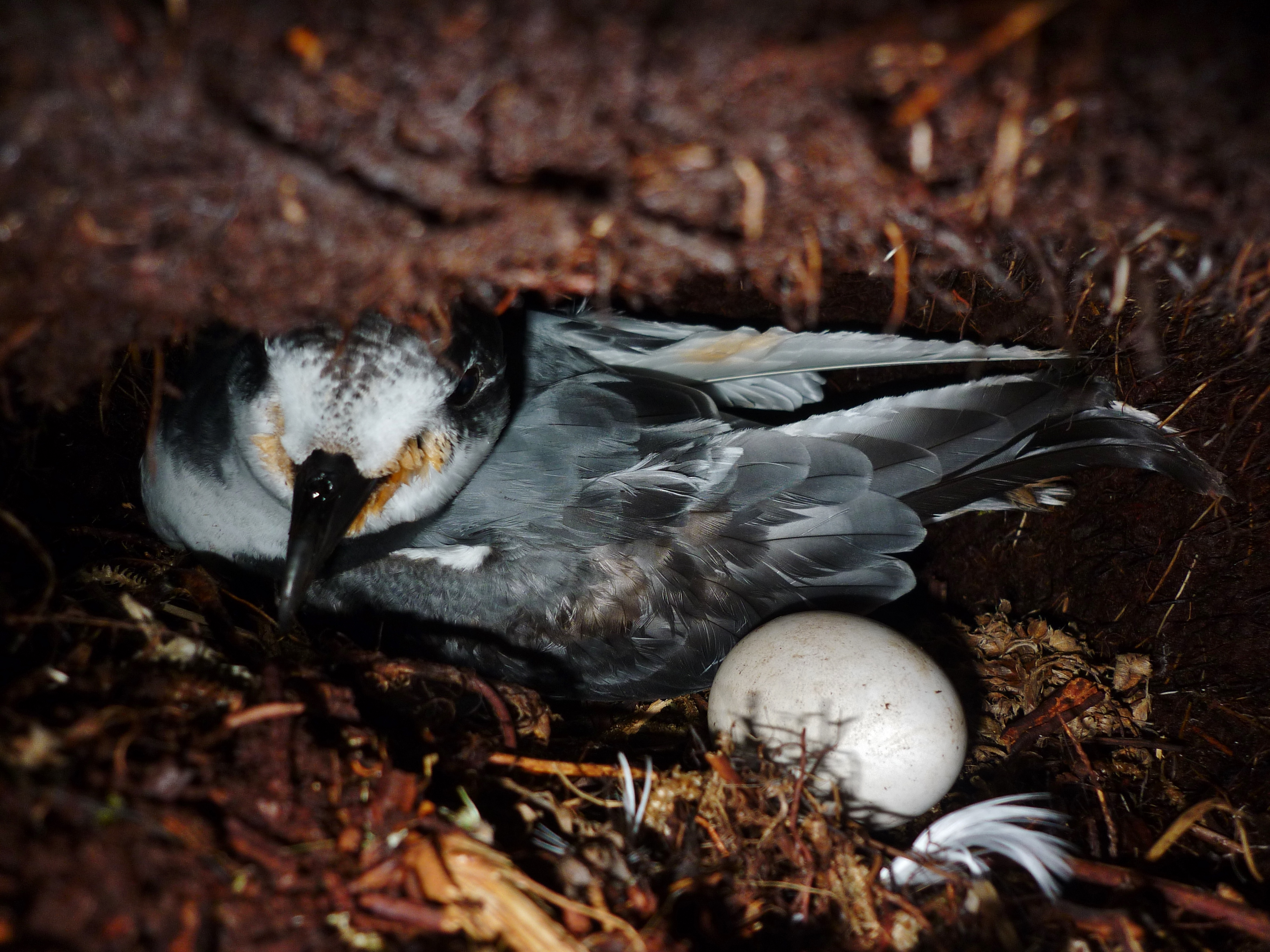
Голубой буревестник высиживает яйцо в норе

Насиживанием яйца и выкармливанием птенцов занимаются оба родителя, равномерно распределяя нагрузку между собой. Инкубация длится долго: у качурок и мелких буревестников он составляет около 6 недель, у видов среднего размера — 6—8 недель, а у альбатросов — 9—11 недель, что вдвое продолжительнее, чем у других птиц сходных по размеру и образу жизни. Вылупившиеся птенцы также развиваются медленно. У большинства видов птенцовый период занимает около 2—2,5 месяцев, а у альбатросов от 4,5—5,5 до девяти месяцев (у странствующего альбатроса). В связи с длительным периодом размножения крупные альбатросы гнездятся не чаще раза в два года. У большинства трубконосых взрослые птицы кормят своих птенцов не более раза в сутки, обычно по ночам. Некоторые буревестники кормят птенцов один раз в 3—4 ночи. При этом птенцы растут быстро и ровно, в краткие сроки достигая массы большей, чем у родителей (иногда в два раза). После этого частота кормления снижается, а у некоторых видов незадолго до того, как птенцы научатся летать, взрослые птицы вовсе перестают кормить птенцов, улета в море и не не возвращаясь до следующего гнездового периода. Птенцы завершают развитие за счёт жировых запасов, к моменту вылета в море уменьшаясь до массы взрослых птиц.

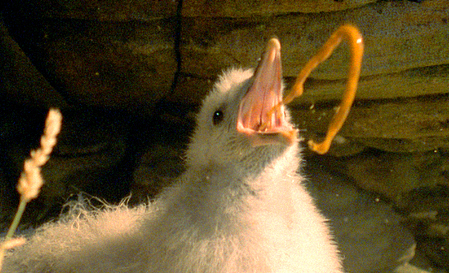
Птенец глупыша отрыгивает желудочный жир для защиты

Так как птенцы трубконосых остаются одни на длительный промежуток времени, они вынуждены защищаться от возможных врагов. В случае опасности птенец плюёт желудочным жиром на 1—1,5 м. Им же взрослые птицы смазывают своё оперение и кормят недавно вылупившихся птенцов. Запах желудочного жира настолько стоек, что сохраняется на протяжении долгого времени даже на чучелах трубконосых.

## Угрозы и охрана
Страдают от загрязнения океана и рыболовства. Согласно Красному списку МСОП, положение 17 видов критическое, 20 видов находятся под угрозой вымирания и 29 — уязвимых.

## Классификация
Известны начиная с эоцена, ближайшие родственники — пингвины.
В отряд включают 4 современных семейства и 2 вымерших:
- Oceanitidae
- Diomedeidae — Альбатросовые
- Hydrobatidae — Качурки
- Procellariidae — Буревестниковые
- † Diomedeoididae
- † Tytthostonychidae

Филогенетические связи между ними можно отразить следующей кладограммой:

|  | Oceanitidae                                                 |
|  |                                                             |
|  | \| \| Качурки \| \| \| \| \| \| Буревестниковые \| \| \| \| |
|  |                                                             |
|  | Качурки                                                     |
|  |                                                             |
|  | Буревестниковые                                             |
|  |                                                             |

|  | Качурки         |
|  |                 |
|  | Буревестниковые |
|  |                 |

|  | Oceanitidae                                                 |
|  |                                                             |
|  | \| \| Качурки \| \| \| \| \| \| Буревестниковые \| \| \| \| |
|  |                                                             |
|  | Качурки                                                     |
|  |                                                             |
|  | Буревестниковые                                             |
|  |                                                             |

|  | Качурки         |
|  |                 |
|  | Буревестниковые |
|  |                 |